# 菅井円加
菅井 円加（すがい まどか、1994年7月12日 - ）は、日本のバレリーナ。神奈川県厚木市出身。2014年9月からドイツのハンブルク・バレエ団に所属。2019年7月1日から階級はプリンシパル。

## 来歴

### 日本での活動
厚木市生まれ。バレエを習っていた姉の発表会を3歳で見て、その影響で、幼稚園の課外活動の体操クラブに参加する。6歳で本格的にバレエのレッスンを受け、大和市の佐々木三夏に学んだ。小学校高学年のときにコンクールで初優勝を果たす。2010年4月当時は得意とするヴァリエーションとして、ドルシネアとシルヴィア（アシュトン版）を挙げていた。
和光高等学校2年に在学中の2012年2月、17歳のとき、ローザンヌ国際バレエコンクールで1位入賞した。これを受けて同月、神奈川県知事表彰を授与された。また同年3月にはフランスのパリ近郊で行われたショッソン・ドール国際バレエコンクールのプロフェッショナル部門で2位に大差をつけて優勝した。
ローザンヌ賞の研修先として、ハンブルク・バレエ団のジュニア・カンパニーでジョン・ノイマイヤーが総監督を務めるナショナル・ユース・バレエを選択し、2012年9月に入団した。

### ナショナル・ユース・バレエ時代
ナショナル・ユース・バレエは2011年秋に設立された若手主体のバレエ団で、所属するダンサーは8人。ダンサー自らが振付する機会を与えられ、刑務所を慰問する公演も設定されていた。菅井が最初に出演したのは2012年9月9日にベルリンの国会議事堂の屋上で上演された 『ポグロムの夜／鎮魂曲』 だった。翌2013年3月にはジョン・ノイマイヤーらによる共同振付の新作 『シンプル・ギフト』 に出演する。1年目はローザンヌ賞の奨学金によって研修する形をとっていたためゲストダンサー (Gasttänzerin) と記載されていたが、2年目の2013年秋からは正団員となった。

### ハンブルク・バレエ団での活躍
2014年7月にハンブルク・バレエ団への移籍が発表され、9月に研修生（Aspirantin）の階級で入団した 。入団して間もなくの9月-10月頃、ノイマイヤー改訂版 『ジゼル』 で第1幕の村娘のパ・ド・ドゥを踊る。翌2015年1月頃までにコール・ド・バレエの階級が付与されて正式の団員となる。
2017年6月3日にはノイマイヤー振付『シンデレラ・ストーリー』で初めて全幕物の主役を踊った。それに先立つ2月には、翌シーズンからソリストに昇格することが発表されていた。
2019年7月1日、日本人では初めて同バレエ団の最高位であるプリンシパルに昇格した。

## 主な出演歴
| 年   | 演目                   | 演目                              | 役                        | 相方                  | 振付                                   | バレエ団                   |
| ---- | ---------------------- | --------------------------------- | ------------------------- | --------------------- | -------------------------------------- | -------------------------- |
| 2012 | ポグロムの夜／鎮魂曲   | Pogromnacht/Requiem               | -                         | -                     | P・エベルツ、G・フィナルディ、高浦幸乃 | ナショナル・ユース・バレエ |
| 2012 | 薄紙で着飾って         | Dressed up in tissue paper        | -                         | M・ゴーティエ         | N・ホレチナー                          | ナショナル・ユース・バレエ |
| 2013 | シンプル・ギフト ★     | Simple Gifts                      | (イギリスの歌曲)          | M・ゴーティエ         | K・ティンドール                        | ナショナル・ユース・バレエ |
| 2013 | シンプル・ギフト ★     | Simple Gifts                      | (フランスの歌曲)          | Y・ゴルディエンコ     | P・ボイド                              | ナショナル・ユース・バレエ |
| 2013 | シンプル・ギフト ★     | Simple Gifts                      | (アメリカの歌曲)          | -                     | ノイマイヤー                           | ナショナル・ユース・バレエ |
| 2013 | 別々の列車 ★           | Different Trains                  | (女性)                    | N・グレスマン         | Y・イワネンコ                          | ナショナル・ユース・バレエ |
| 2014 | ジゼル                 | ジゼル                            | 村娘のパ・ド・ドゥ        | K・ウエスト           | ノイマイヤー改訂                       | ハンブルク・バレエ団       |
| 2017 | ジゼル                 | ジゼル                            | ミルタ                    | -                     | ノイマイヤー改訂                       | ハンブルク・バレエ団       |
| 2014 | ナポリ                 | ナポリ                            | アルゼンチーナ 〔海の精〕 | 有井舞耀 〔コラーラ〕 | ブルノンヴィル                         | ハンブルク・バレエ団       |
| 2016 | 2人のためのソロ ★      | Solo für zwei                     | (女性)                    | A・トルシュ           | K・ツェリコフ                          | ハンブルク・バレエ団       |
| 2017 | セラ ★                 | sella                             | (女性)                    | -                     | K・ツェリコフ                          | ハンブルク・バレエ団       |
| 2017 | メランコリー ★         | Melancholy                        | (女性)                    | C・エヴァンズ         | I・ザクレフスキー                      | ハンブルク・バレエ団       |
| 2017 | マーラー交響曲第3番    | Dritte Sinfonie von Gustav Mahler | 夏                        | A・レンツ             | ノイマイヤー                           | ハンブルク・バレエ団       |
| 2017 | シンデレラ・ストーリー | A Cinderella Story                | シンデレラ                | C・エヴァンズ         | ノイマイヤー                           | ハンブルク・バレエ団       |

※紫は演目の主役を表す。★は当該演目の世界初演に出演したことを表す。

## 主なテレビ出演
- 情熱大陸（2014年4月7日、MBS）[34]
- SWITCHインタビュー 達人達「二階堂ふみ×菅井円加」（2015年8月22日、NHK Eテレ）[35]